# ISO 3166-2:ME
ISO 3166-2:ME — стандарт Міжнародної організації зі стандартизації, який визначає геокоди. Є частиною стандарту ISO 3166-2, що належать Чорногорії. Стандарт охоплює двадцять одну общину країни.

## Загальні відомості
Кожен геокод складається з двох частин: коду Alpha2 за стандартом ISO 3166-1 для Чорногорії — ME та додаткового двохсимвольного коду, записаних через дефіс. Додатковий код утворений двохсимвольним числом. Геокоди общин є підмножиною коду домену верхнього рівня — ME, присвоєного Чорногорії відповідно до стандартів ISO 3166-1.

## Геокоди Чорногорії
Геокоди 21-ї общини адміністративно-територіального поділу Чорногорії.
| Геокод | Адміністративна одиниця | Статус |
| ------ | ----------------------- | ------ |
| ME-01  | Андрієвиця              | община |
| ME-02  | Бар                     | община |
| ME-03  | Беране                  | община |
| ME-04  | Бієло-Полє              | община |
| ME-05  | Будва                   | община |
| ME-06  | Цетинє                  | община |
| ME-07  | Даніловград             | община |
| ME-08  | Херцег-Новий            | община |
| ME-09  | Колашин                 | община |
| ME-10  | Котор                   | община |
| ME-11  | Мойковац                | община |
| ME-12  | Никшич                  | община |
| ME-13  | Плав                    | община |
| ME-14  | Плєвля                  | община |
| ME-15  | Плужине                 | община |
| ME-16  | Подгориця               | община |
| ME-17  | Рожає                   | община |
| ME-18  | Шавник                  | община |
| ME-19  | Тіват                   | община |
| ME-20  | Ульцинь                 | община |
| ME-21  | Жабляк                  | община |

## Геокоди прикордонних для Чорногорії держав
- Хорватія — ISO 3166-2:HR (на заході),
- Боснія і Герцеговина — ISO 3166-2:BA (на південному заході),
- Сербія — ISO 3166-2:RS (на північному сході),
- Албанія — ISO 3166-2:AL (на південному сході).